# Messor sculpturatus
Messor sculpturatus es una especie extinta de hormiga del género Messor, subfamilia Myrmicinae. 

## Distribución
Esta especie se describió en Florissant, Colorado, Estados Unidos.